# Vaucluse (megye)
Vaucluse (IPA: [voˈklyz]; okszitánul: Vauclusa, Vau-Cluso) a département egyike, amelyeket alatt 1793. június 25-én hoztak létre.

## Elhelyezkedése
Franciaország déli részén, Provence-Alpes-Côte d’Azur régiójában található megyét keletről Alpes-de-Haute-Provence, délről Var és Bouches-du-Rhône, nyugatról Gard északról pedig Ardèche illetve Drôme megyék határolják.

## Települések
A megye legnagyobb városai 2011-ben:
| Település            | Népesség |
| -------------------- | -------- |
| Avignon              | 90 194   |
| Orange               | 29 135   |
| Carpentras           | 29 278   |
| Cavaillon            | 24 951   |
| Pertuis              | 18 931   |
| Sorgues              | 18 046   |
| L’Isle-sur-la-Sorgue | 19 048   |
| Le Pontet            | 16 731   |
| Bollène              | 13 843   |
| Apt                  | 11 755   |

## Galéria

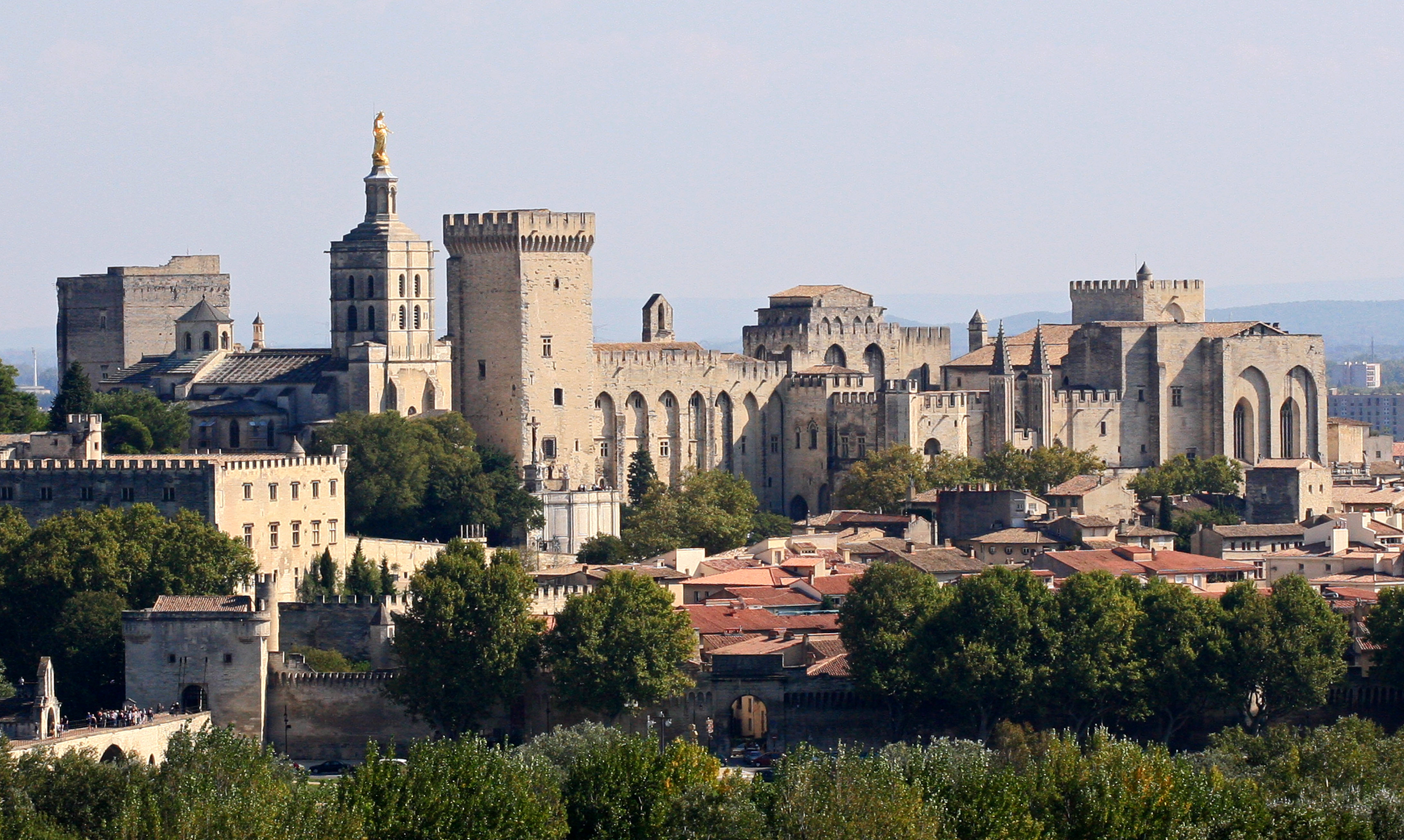
Avignon
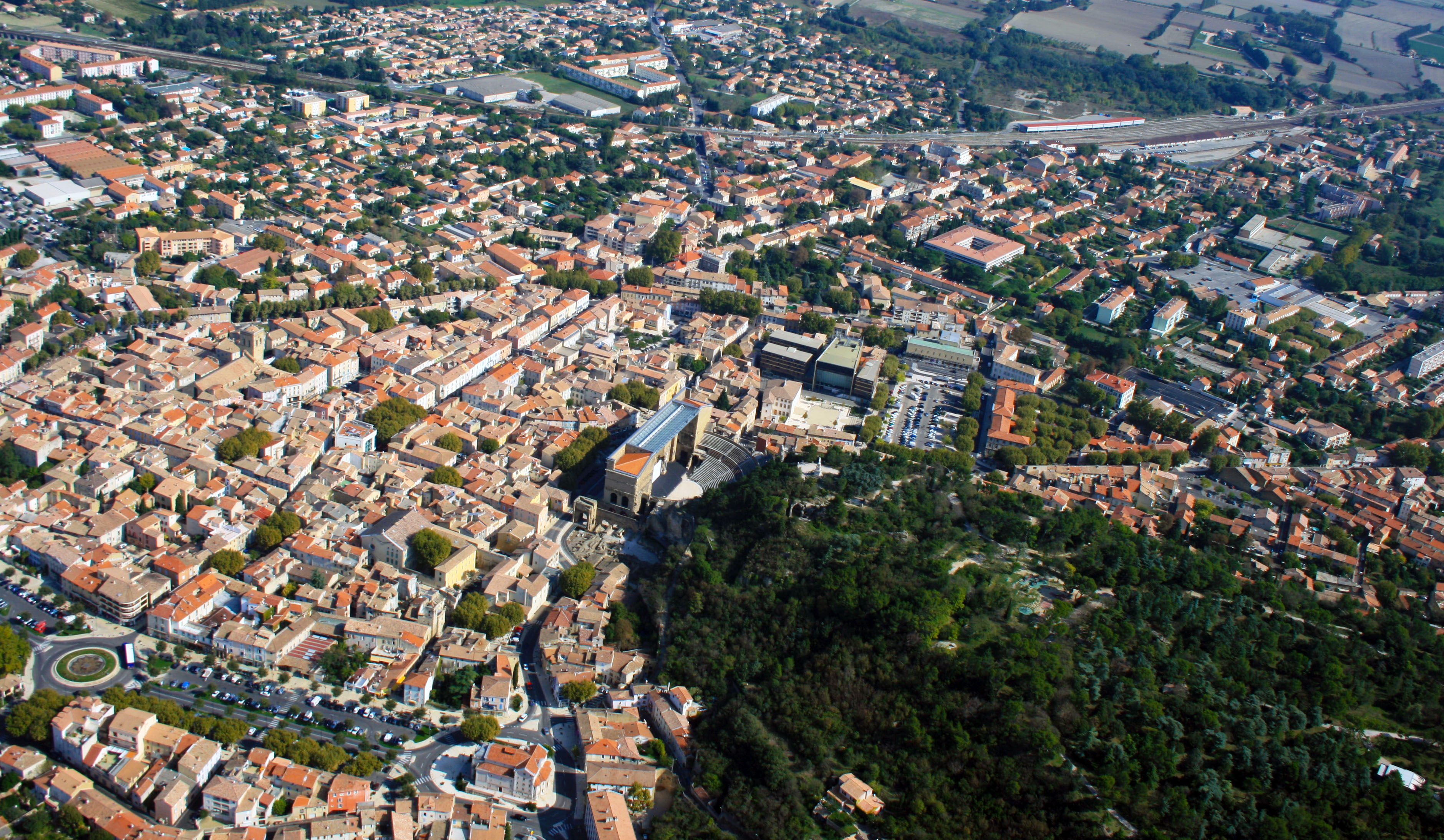
Orange
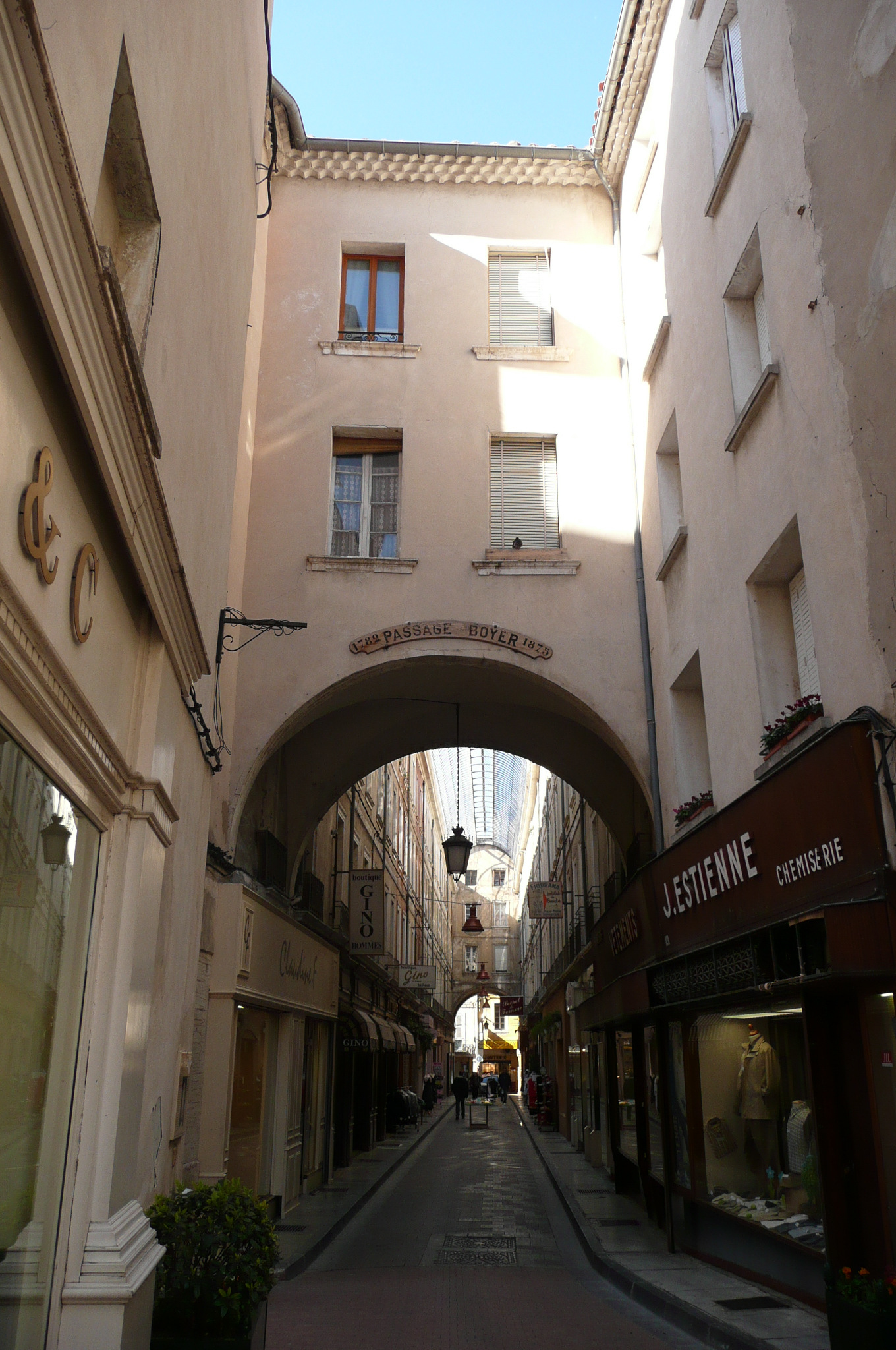
Carpentras
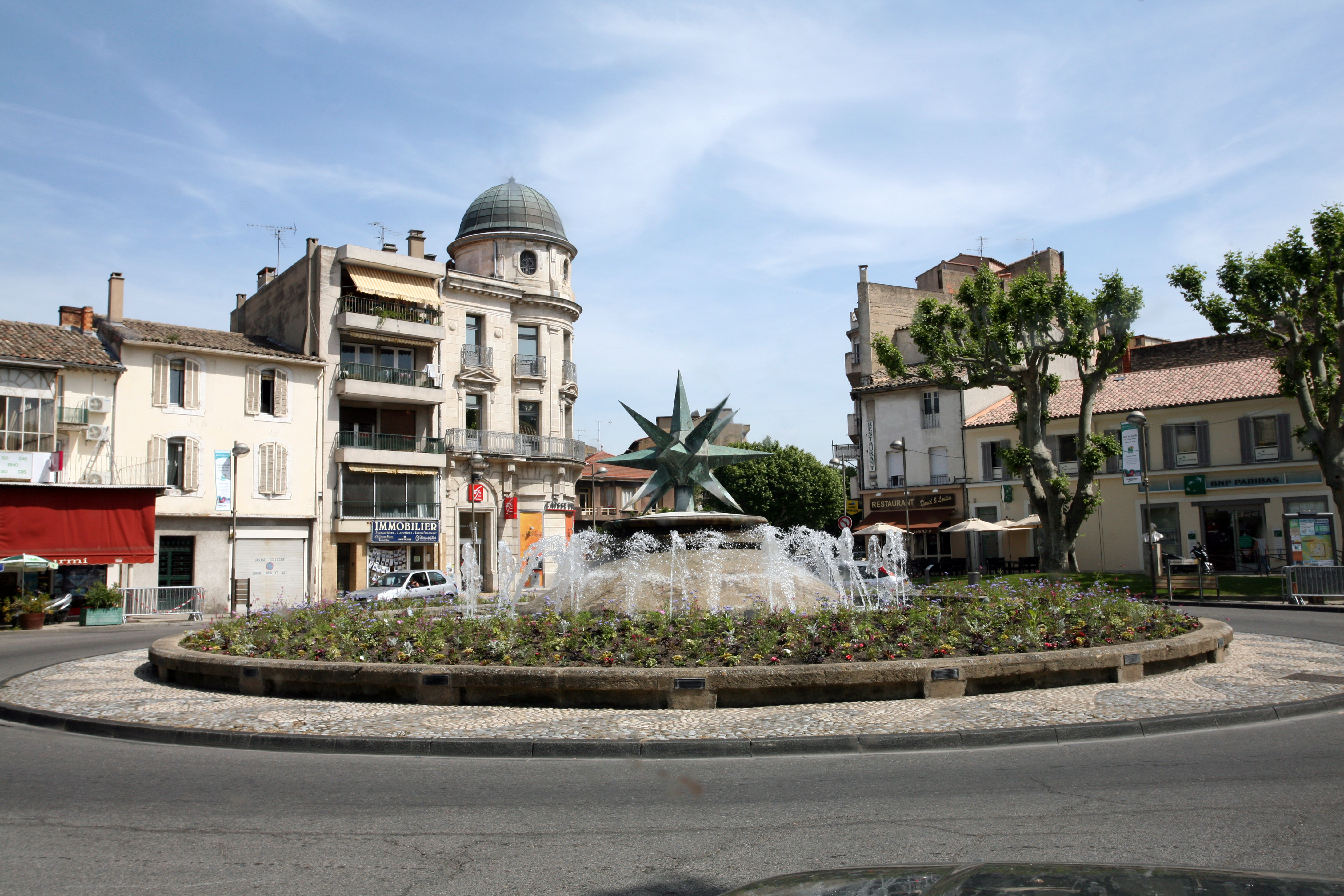
Cavaillon